# Holcocera titanella
Holcocera titanella é uma espécie de mariposa do gênero Holcocera pertencente à família Coleophoridae.